# Кредитование ценными бумагами
Кредитование ценными бумагами (англ. SLB или Securities Lending and Borrowing) — заимствования и кредитования ценными бумагами для покрытия краткосрочных продаж активов. В число участников рынка входят различные фонды ценных бумаг, а также трейдеры опционами и другие управляющие компании. Операции кредитования ценными бумагами осуществляются на внебиржевом рынке.
Стороны по сделке пользуются услугами посредников:
- кредиторы — услугами депозитариев;
- заёмщики — услугами прайм-брокеров.

SLB используются:
- для покрытия коротких продаж;
- для целей налогового арбитража.

В случае короткой продажи продавцы должны занимать ценную бумагу у другого контрагента — контрагента по сделке SLB. Для снижения риска кредита заемщик предоставляет кредитору залог в виде денежных средств — залога, объём которого, как правило (но не обязательно), выше рыночной стоимости ценных бумаг. По закрытию заёмщиком короткой позиции на рынке сделка SLB закрывается — ценные бумаги и залог возвращаются к своим первоначальным владельцам.
Кроме целей покрытия коротких продаж сделки SLB могут также использоваться для целей налогового арбитража между различными юрисдикциями.

## Ставка по сделкеSLB
По каждому кредиту в дополнение к залогу выплачивается плата (Rebate) — в виде процентной ставки Rebate rate на сумму денежного обеспечения (залога) по сделке. Ставка устанавливается в виде спреда к индикаторам ставок финансирования, таких как LIBOR или FED FUNDS.

### Величина ставки
Величина спреда является индикатором того, насколько трудно заимствовать бумагу на рынке:
- Если нет существенного спроса на данную акцию, то спред будет низким — ставка будет близка к базовой ставке финансирования. 
С учётом низкого спроса и / или избыточного предложения кредитор будет согласен получить малую часть процентного дохода, который может быть получен заемщиком в случае инвестирования суммы залога на открытом рынке по базовой ставки финансирования.
- Далее, снижение ставки Rebate rate ниже ставки финансирования (вплоть до отрицательного значения) будет свидетельствовать о росте спроса на указанную бумагу, и, как следствие, кредитор бумаги будет претендовать на большую сумму процентного дохода от инвестирования суммы залога.

Существуют другие факторы, влияющие на величину Rebate rate:
- срок сделки;
- частота переоценки кредита.

Кредиты с открытой датой переоцениваются ежедневно с тем, чтобы учесть изменение ставок рефинансирования или спроса / предложения на данную бумагу. 
Для срочных сделок Rebate rate фиксируется в начале кредита и устанавливается на весь её срок.
Спреды могут существенно отличаться в зависимости от различных факторов — спрос и предложение на бумагу, кредитные рейтинги контрагентов и размер сделок. В некоторых случаях кредиторы могут платить Rebate rate выше ключевых ставок финансирования с целью поддержания объёмов денежных средств, получаемых от кредиторов в виде залогов.

### Знак ставки
Ставки могут быть положительными или отрицательными, что говорит о том, кто из участников сделки будет выплачивать проценты по её денежному обеспечению:
- Когда ставка положительна, заёмщик будет получать выплаты процентов от кредитора.
- Когда ставка отрицательна, в дополнение к поставке обеспечения (залога) заемщик будет выплачивать кредитору указанную процентную ставку.

Рисунок ниже иллюстрирует упрощенную схему транзакций по сделке SLB: